# Eupithecia meandrata
Eupithecia meandrata är en fjärilsart som beskrevs av Turati 1924. Eupithecia meandrata ingår i släktet Eupithecia och familjen mätare. Inga underarter finns listade i Catalogue of Life.